# Varsberg
Varsberg [vaʁsbɛʁɡ] est une commune française située dans le département de la Moselle, en région Grand Est.
Elle est localisée dans les régions naturelles du pays de Nied et du Warndt, ainsi que dans le bassin de vie de la Moselle-Est.

## Géographie
Le petit village de Varsberg se situe au nord-est de la Lorraine, entre Metz et Sarrebruck. Blotti au fond de la cuvette boisée du Warndt, c'est le pays du sable, à l'affleurement du grès rose du massif des Vosges.

### Communes limitrophes
| Coume              | Guerting   |                   |
|                    | Varsberg   | Ham-sous-Varsberg |
| Bisten-en-Lorraine | Boucheporn |                   |

### Hydrographie

#### Réseau hydrographique
La commune est située dans le bassin versant du Rhin au sein du bassin Rhin-Meuse. Elle est drainée par la Bisten et le ruisseau Bruchbach.
La Bisten, d'une longueur totale de 15,8 km en France, est une rivière franco-allemande qui prend sa source dans la commune de Bisten-en-Lorraine, traverse la commune de Varsberg, puis prend la direction de la roselière de Ham-sous-Varsberg, où elle reçoit les eaux du ruisseau de Guerting, avant de poursuivre son cours pour confluer avec la Sarre, en rive gauche, à Wadgassen, en Allemagne.

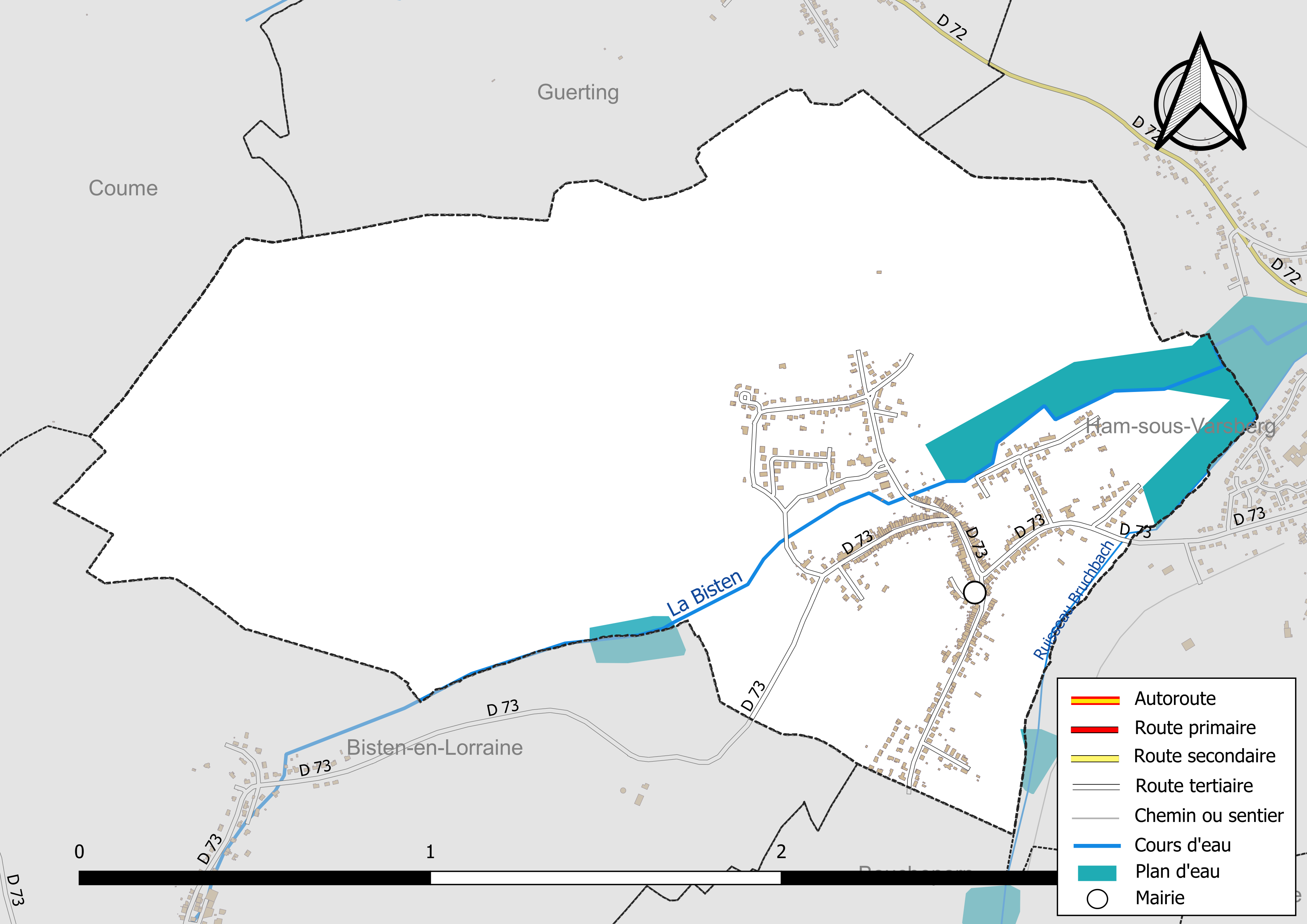
Réseaux hydrographique et routier de Varsberg.

#### Gestion et qualité des eaux
Le territoire communal est couvert par le schéma d'aménagement et de gestion des eaux (SAGE) « Bassin Houiller ». Ce document de planification, dont le territoire est approximativement délimité par un triangle formé par les villes de Creutzwald, Faulquemont et Forbach, d'une superficie de 576 km2, a été approuvé le 27 octobre 2017. La structure porteuse de l'élaboration et de la mise en œuvre est la région Grand Est. Il définit sur son territoire les objectifs généraux d’utilisation, de mise en valeur et de protection quantitative et qualitative des ressources en eau superficielle et souterraine, en respect des objectifs de qualité définis dans le SDAGE  du Bassin Rhin-Meuse.
La qualité des eaux des principaux cours d’eau de la commune, notamment de la Bisten, peut être consultée sur un site dédié géré par les agences de l’eau et l’Agence française pour la biodiversité. 

### Climat
Pour des articles plus généraux, voir Climat du Grand Est et Climat de la Moselle.
En 2010, le climat de la commune est de type climat des marges montargnardes, selon une étude du Centre national de la recherche scientifique s'appuyant sur une série de données couvrant la période 1971-2000. En 2020, Météo-France publie une typologie des climats de la France métropolitaine dans laquelle la commune est exposée à un climat semi-continental et est dans la région climatique  Lorraine, plateau de Langres, Morvan, caractérisée par un hiver rude (1,5 °C), des vents modérés et des brouillards fréquents en automne et hiver. 
Pour la période 1971-2000, la température annuelle moyenne est de 9,8 °C, avec une amplitude thermique annuelle de 17 °C. Le cumul annuel moyen de précipitations est de 800 mm, avec 11,9 jours de précipitations en janvier et 9,2 jours en juillet. Pour la période 1991-2020, la température moyenne annuelle observée sur la station météorologique de Météo-France la plus proche, « Seingbouse », sur la commune de Seingbouse à 16 km à vol d'oiseau, est de 10,5 °C et le cumul annuel moyen de précipitations est de 731,4 mm. 
La température maximale relevée sur cette station est de 37,9 °C, atteinte le 25 juillet 2019 ; la température minimale est de −17 °C, atteinte le 20 décembre 2009,,. 
Les paramètres climatiques de la commune ont été estimés pour le milieu du siècle (2041-2070) selon différents scénarios d'émission de gaz à effet de serre à partir des nouvelles projections climatiques de référence DRIAS-2020. Ils sont consultables sur un site dédié publié par Météo-France en novembre 2022.

## Urbanisme

### Typologie
Au 1er janvier 2024, Varsberg est catégorisée commune rurale à habitat dispersé, selon la nouvelle grille communale de densité à sept niveaux définie par l'Insee en 2022.
Elle appartient à l'unité urbaine de Creutzwald, une agglomération intra-départementale regroupant trois  communes, dont elle est une commune de la banlieue,,. Par ailleurs la commune fait partie de l'aire d'attraction de Saint-Avold (partie française), dont elle est une commune de la couronne,. Cette aire, qui regroupe 28 communes, est catégorisée dans les aires de moins de 50 000 habitants,.

### Occupation des sols
L'occupation des sols de la commune, telle qu'elle ressort de la base de données européenne d’occupation biophysique des sols Corine Land Cover (CLC), est marquée par l'importance des forêts et milieux semi-naturels (47,6 % en 2018), en diminution par rapport à 1990 (48,8 %). La répartition détaillée en 2018 est la suivante : 
forêts (47,6 %), zones humides intérieures (15 %), zones urbanisées (12,9 %), zones agricoles hétérogènes (12,3 %), prairies (12 %), terres arables (0,2 %). L'évolution de l’occupation des sols de la commune et de ses infrastructures peut être observée sur les différentes représentations cartographiques du territoire : la carte de Cassini (XVIIIe siècle), la carte d'état-major (1820-1866) et les cartes ou photos aériennes de l'IGN pour la période actuelle (1950 à aujourd'hui).

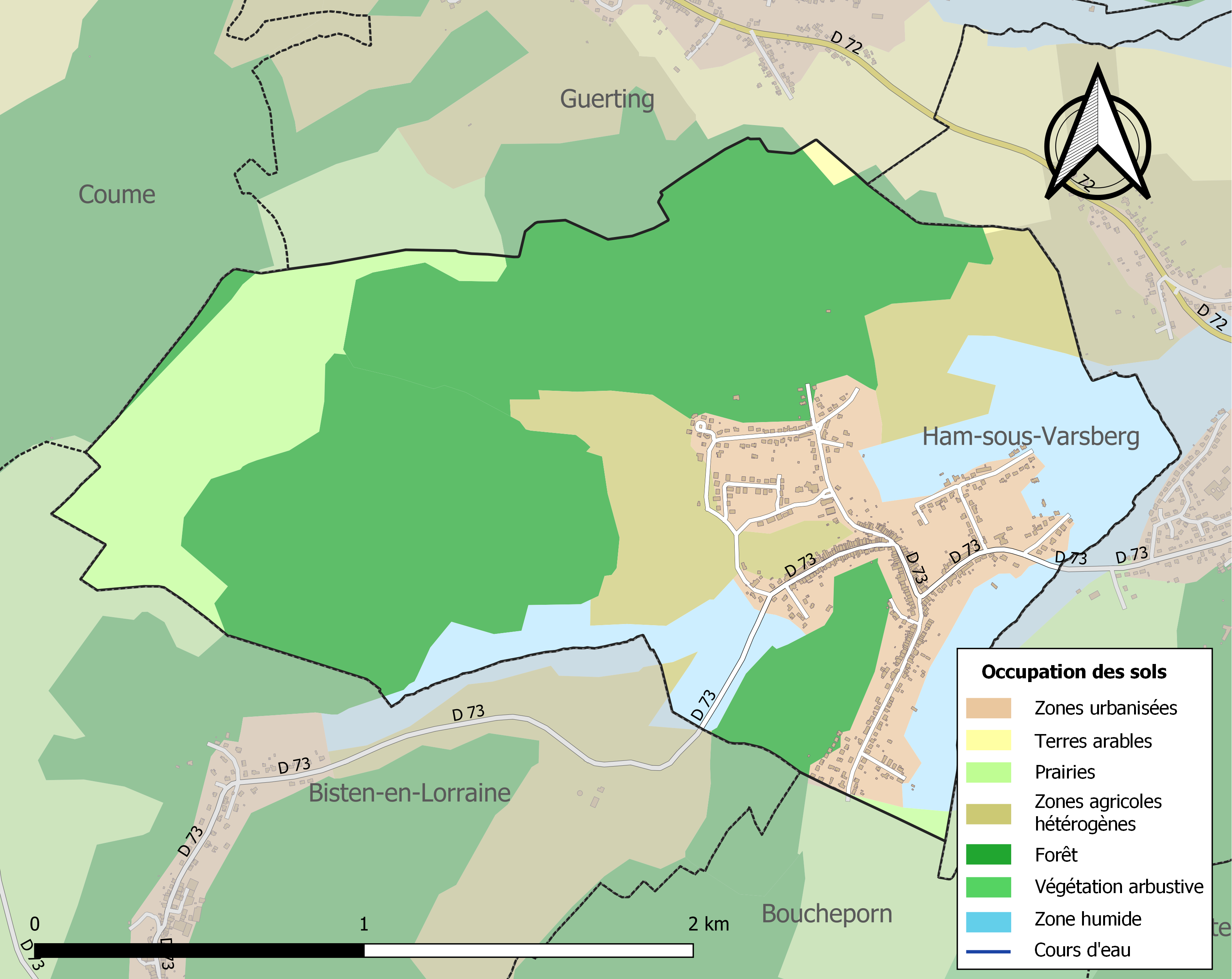
Carte des infrastructures et de l'occupation des sols de la commune en 2018 (CLC).

## Toponymie
- En francique lorrain : Warschberg, Warschberch.
- Warnesperch (1024 et 1204), Valsperc (1179), Wermnesperch (1202), Venesperc (1205), Wermsnesperc (1210), Wartemberg (1269), Warlesperch (1280), Wairmperch (1283), Wesnesperch (1285), Waremberg et Walemberg (1293), Warsperch (1309), Welsperch (1341), Wilseperch (1370), Warneper et Warnepar (1385), Waneperch (1399), Warsbergh (1450), Varhepech et Vasheperg (1587), Warszberg (XVIe siècle), Grucelinga alias Varsperg (1606), Vernesperg et Varnsperg (1756), Warsberg (1793), Wasberg (1801)[17], Warsberg (1915–1918 et 1940–1944).
- Durant le XIXe siècle, Varsberg était également connu au niveau postal sous l'alias de Warsbérich[18].

## Histoire
La découverte de vestiges gallo-romains au lieu-dit Kloster confirme l'occupation de la région depuis l'Antiquité. Au Moyen Âge, le village dépend de l'ancienne province de Lorraine, dans la seigneurie de Boulay.
La région est le berceau de la puissante seigneurie de Warsberg, dès le XIe siècle. Deux châteaux perchés permettaient de contrôler les vallées du Warndt. Le sire de Warsberg ayant soutenu Antoine de Vaudémont contre René d'Anjou lors de la bataille de Bulgnéville, René dévaste alors les deux châteaux.

## Châteaux de Varsberg (Warsberg)

### Le petit ou vieux Varsberg
Depuis le XIe siècle, existait un château fort épiscopal sur la colline du Geisberg dominant le village de Varsberg appelé le "Alt (Vieux) Warsberg". L'évêque de Metz le donna en fief à ses parents de Commercy-Sarrebruck et, à partir du XIIIe siècle, à plusieurs familles ou successeurs dont les Raville-Dagstuhl et, plus tard, à la maison de Créhange.

### Le nouveau ou grand Varsberg

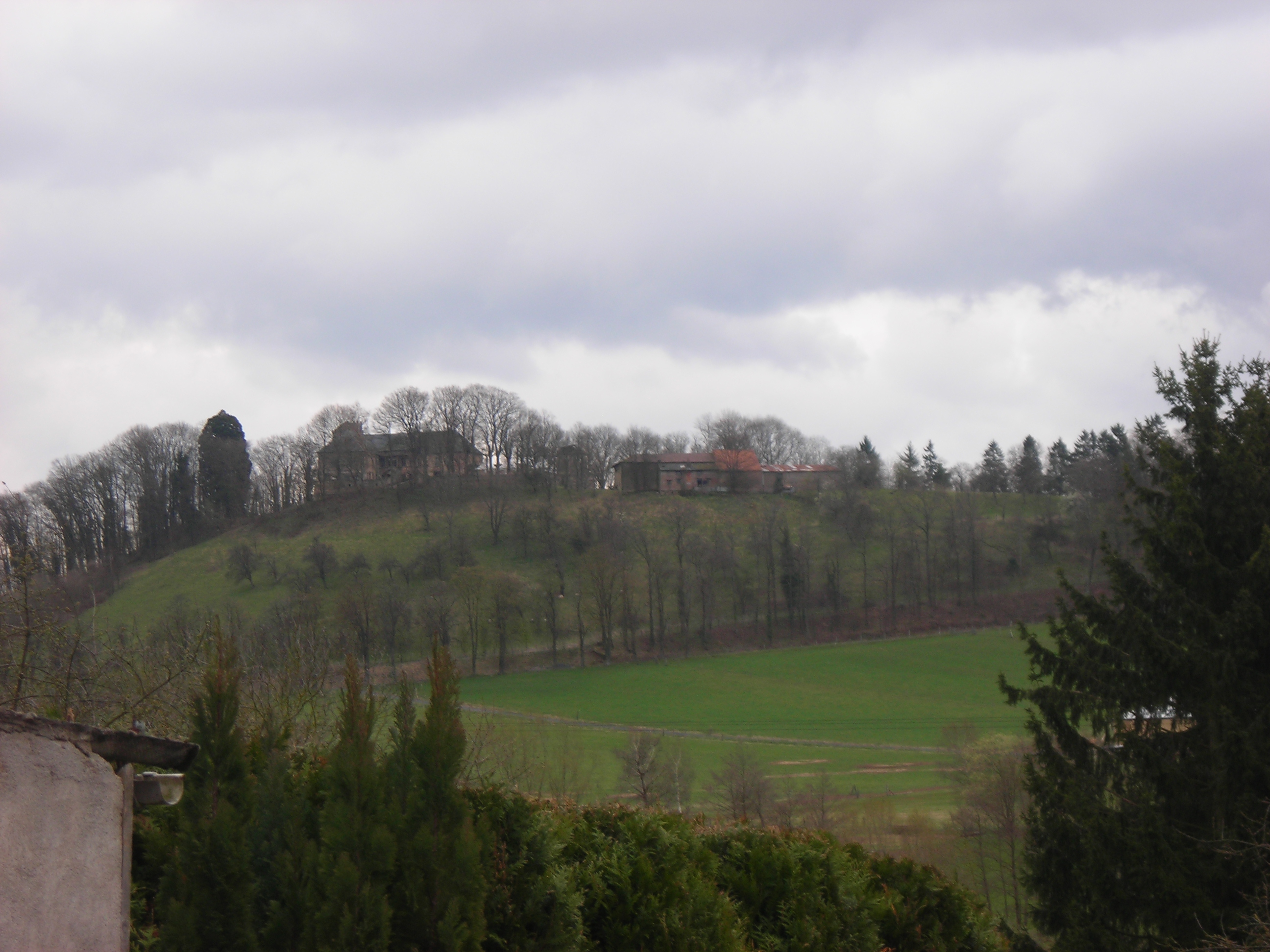
Le château du nouveau Warsberg vu depuis la rue de Boucheporn.

Le nouveau Warsberg, dans la commune voisine de Ham-sous-Varsberg, est reconstruit et demeure à la famille de Varsberg jusqu'en 1834, quand les sires de Varsberg se retirent en Autriche. Georges de Warsberg s'allie aux seigneurs de Rodemack en 1482 pour envahir la Lorraine, le Pays messin et le Luxembourg.
C'est Ferry III qui, en 1251, succède à son père Mathieu II comme duc de Lorraine. Pendant son règne, nous le voyons constamment étendre sa puissance et sa souveraineté sur les barons autrefois indépendants, accroître son État aux dépens de ses voisins. Ce sont des luttes constantes, tantôt succès, tantôt revers pour les évêques de Metz qui possèdent alors un domaine aussi considérable que le duché de Lorraine. Alliances et ruptures se succèdent. Aussi, prétextant quelques services rendus à son cousin Philippe de Florange (1261-63) et profitant du départ de ce dernier pour Rome où l'appelle la nécessité de défendre son élection, Ferry III s'empare des forteresses de Hombourg-l'evêque et de Turkestein. Pour renforcer sa sécurité, il songe alors à élever une nouvelle forteresse, en face de la vieille Warnsberg arrière-fief de l'évêché, qui reste ouvert en temps de guerre aux troupes de l'évêque. Ce sera l’œuvre de Jean de Warnesperch, son justicier et puissant seigneur du pays. En 1262, Jean de Warnesperch, voué de Chaussy, reconnaît tenir à vie seulement le château de la "neufchatel qu'il a fait bastir devant Warnesperch en manière qu'après son décès le tout doit retourner franchement au duc ".
Les seigneurs de Varsberg ont continué à faire leurs reprises au duc de Lorraine pour les biens que leurs maisons possédaient dans les États de ce prince jusqu'au traité d'alliance conclu en 1435 entre Conrad Bayer de Boppard et René d'Anjou. Nous ne savons pas, si c'est pour une nouvelle investiture que les barons de Varsberg succédèrent aux Sires de Mengen mais ce fief de Lorraine est, à cette époque, considéré par ses détenteurs comme un franc-alleu, terre libre ne relevant d'aucun souverain et exempte de toute imposition publique.

### Liste des seigneurs de Varsberg (Warsberg)[19]
Le château est repris, en 1295, par Thierry de Warnesberg, chevalier, Sire de Maianges (Mengen),
- Jean de Mengen, chevalier
- Henri de Varsberg dit Blankenberg, chevalier 1328-1369
- Jean de Varsberg dit Blankenberg : 1369-1387 : époux de Marie d'Autel ou Catherine de Rorich.
- Jean Il de Varsberg dit Blankenberg, écuyer, 1404-1434, époux de Catherine d'Arriance
- Henri Il de Varsberg :1440-1482, époux de Marguerite d'Ellentz, fille héritière de Foulques d'Ellentz, seigneur de Freistroff
- Guillaume de Varsberg : 1483, époux de Irmegarde d'Appremont
- Guillaume Il de Varsberg  : 1526, seigneur de Freistroff
- Jean III de Varsberg, seigneur de Freistroff et Roussy, époux de Marguerite de Helmstadt
- Jean (Johann) IV de Varsberg, seigneur de Freistroff, burgrave de Rheineck, né en 1534, bailli de Saarbourg en 1583, mort le 22 âout 1604[21]
- Samson de Varsberg, burgrave de Rheineck, né en 1569, colonel au service du roi de France, mort en 1621[22]
- Jean-Philippe de Varsberg, seigneur de ce lieu, gouverneur de Saarbourg, né vers 1609[23], mort en 1658
- Lothaire Frédéric, baron de Varsberg, grand bailli électoral à Saarbourg né en 1648, décédé en 1737, fut inhumé dans l'église de Saarbourg
- Charles Ignace, baron de Varsberg, grand bailli de Saarbourg, né en 1694, meurt en 1760, inhumé dans l'église de Saarbourg
- Charles Anselme de Varsberg, Chambellan de S.A. l'électorat de Trêves maître de camp de cavalerie au service de S.M. Très-Chrétienne en 1751 ; grand bailli de l'électorat de Trêves en 1768
- Alexandre, baron de Varsberg, né en 1767, meurt en 1814

## Politique et administration

### Liste des maires
| Période                                  | Période  | Identité       | Étiquette | Qualité |
| ---------------------------------------- | -------- | -------------- | --------- | ------- |
| avant 1995                               | ?        | Guy Fétique    | DVD       |         |
| 2008                                     | 2014     | Gaston Boutron |           |         |
| 2014                                     | En cours | Pierrot Moritz |           |         |
| Les données manquantes sont à compléter. |          |                |           |         |

## Démographie
L'évolution du nombre d'habitants est connue à travers les recensements de la population effectués dans la commune depuis 1800. Pour les communes de moins de 10 000 habitants, une enquête de recensement portant sur toute la population est réalisée tous les cinq ans, les populations de référence des années intermédiaires étant quant à elles estimées par interpolation ou extrapolation. Pour la commune, le premier recensement exhaustif entrant dans le cadre du nouveau dispositif a été réalisé en 2008.

En 2022, la commune comptait 972 habitants, en évolution de +3,4 % par rapport à 2016 (Moselle : +0,52 %, France hors Mayotte : +2,11 %).
| 1800 | 1806 | 1821 | 1836 | 1841 | 1861 | 1866 | 1871 | 1875 |
| ---- | ---- | ---- | ---- | ---- | ---- | ---- | ---- | ---- |
| 384  | 421  | 542  | 614  | 585  | 504  | 508  | 508  | 495  |

| 1880 | 1885 | 1890 | 1895 | 1900 | 1905 | 1910 | 1921 | 1926 |
| ---- | ---- | ---- | ---- | ---- | ---- | ---- | ---- | ---- |
| 470  | 454  | 465  | 454  | 497  | 543  | 569  | 558  | 564  |

| 1931 | 1936 | 1946 | 1954 | 1962 | 1968 | 1975 | 1982 | 1990 |
| ---- | ---- | ---- | ---- | ---- | ---- | ---- | ---- | ---- |
| 621  | 647  | 630  | 644  | 699  | 722  | 737  | 850  | 879  |

| 1999 | 2006 | 2008 | 2013 | 2018 | 2022 | - | - | - |
| ---- | ---- | ---- | ---- | ---- | ---- | - | - | - |
| 915  | 954  | 965  | 916  | 963  | 972  | - | - | - |

## Culture locale et patrimoine

### Lieux et monuments
- Les ruines du château du vieux Warsberg, datent du XVe siècle.Voir (Ham-sous-Varsberg).
- Deux moulins se situent sur le ban de la commune : le moulin haut et le moulin bas.
- Le monument aux morts date de 1972. Situé en face de l'église, il est ciselé et martelé par le mineur Baldauf, enfant du pays.

#### Édifices religieux
- L'église paroissiale Saint-Blaise, construite en 1774, est agrandie en 1873. Il s'agit d'un édifice de type église-grange, avec vaisseau unique et chœur polygonal. La tour-clocher est hors-œuvre en façade. À côté du cimetière, situé derrière l'église, vers la forêt, une petite réplique de la grotte de Lourdes a été édifiée.
- La chapelle Notre-Dame-de-Bon-Secours se situe en bordure de forêt. Érigée en 1870 et restaurée de nos jours, elle porte sur le linteau de la porte la dédicace à la Sainte Vierge : Zu Maria, Hilferin der Christen (À Marie, aide des chrétiens).
- La statue de la Madone surplombe tout le village, depuis les hauteurs de la colline du Geisberg.
- Les dix calvaires et croix de chemin parsemant le ban communal, dont un daté 1631, a été érigé dans la rue Principale pour repousser l'épidémie de la peste[20].

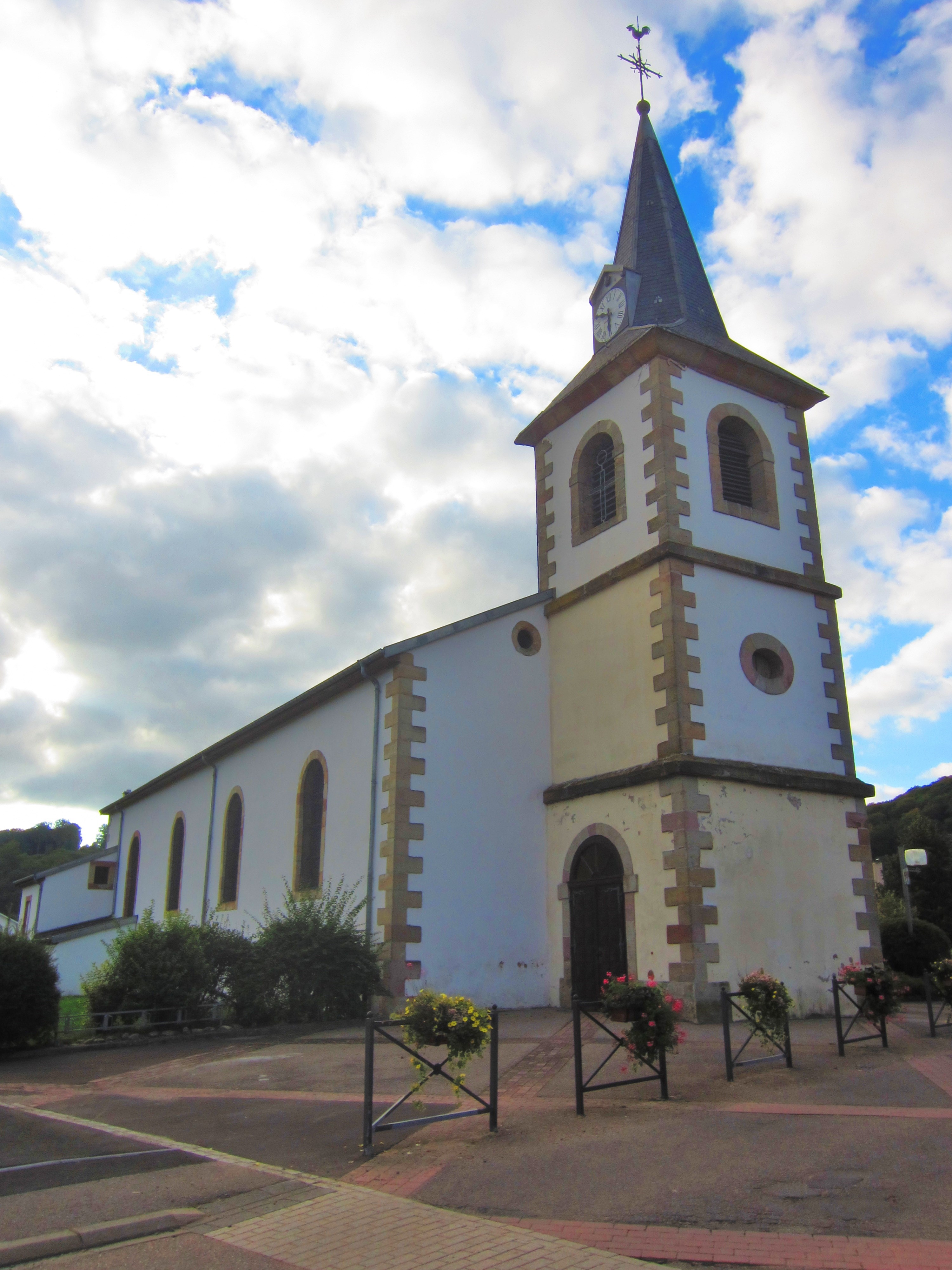
Église Saint-Blaise.
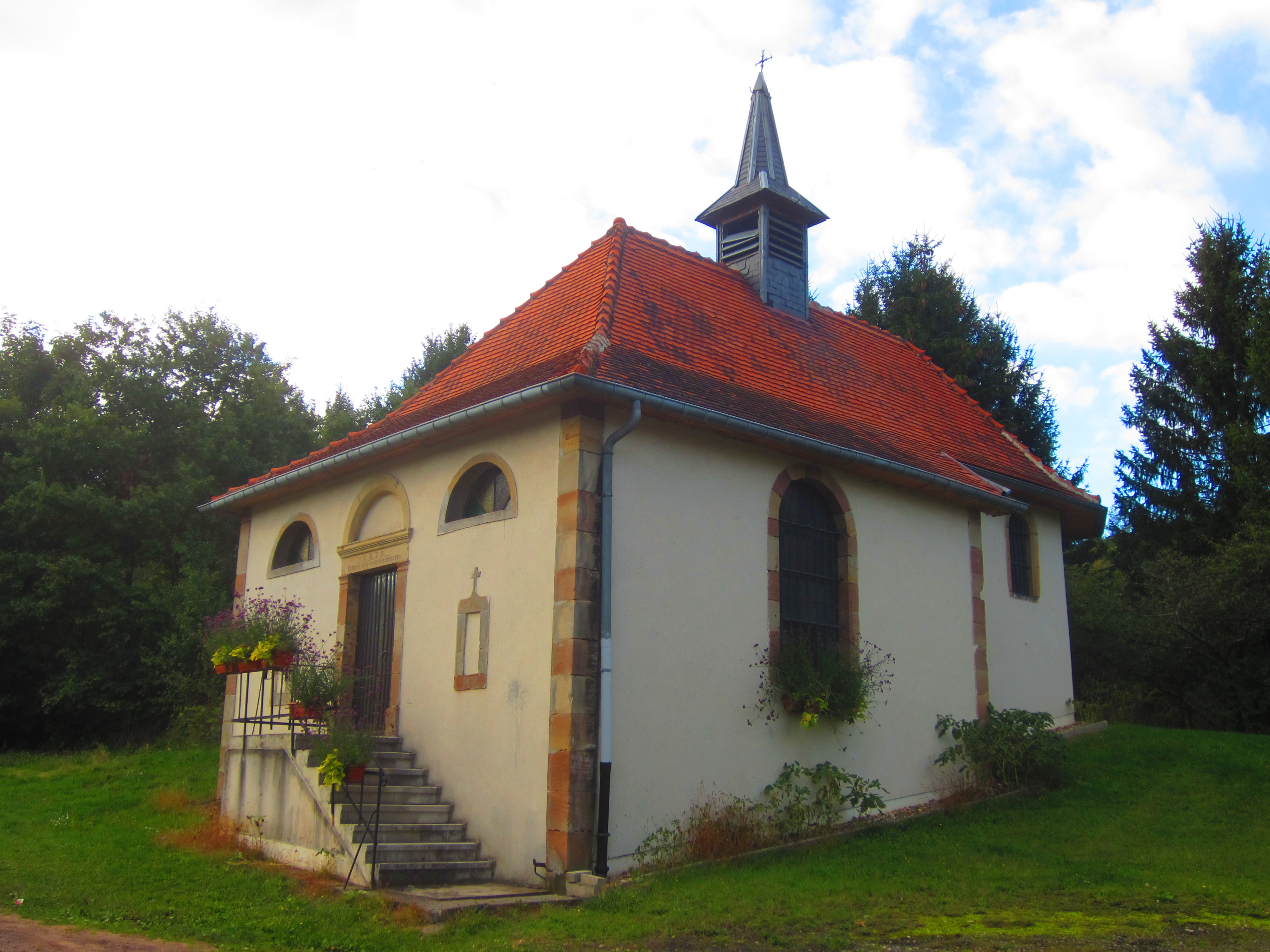
Chapelle Notre-Dame-de-Bon-Secours.
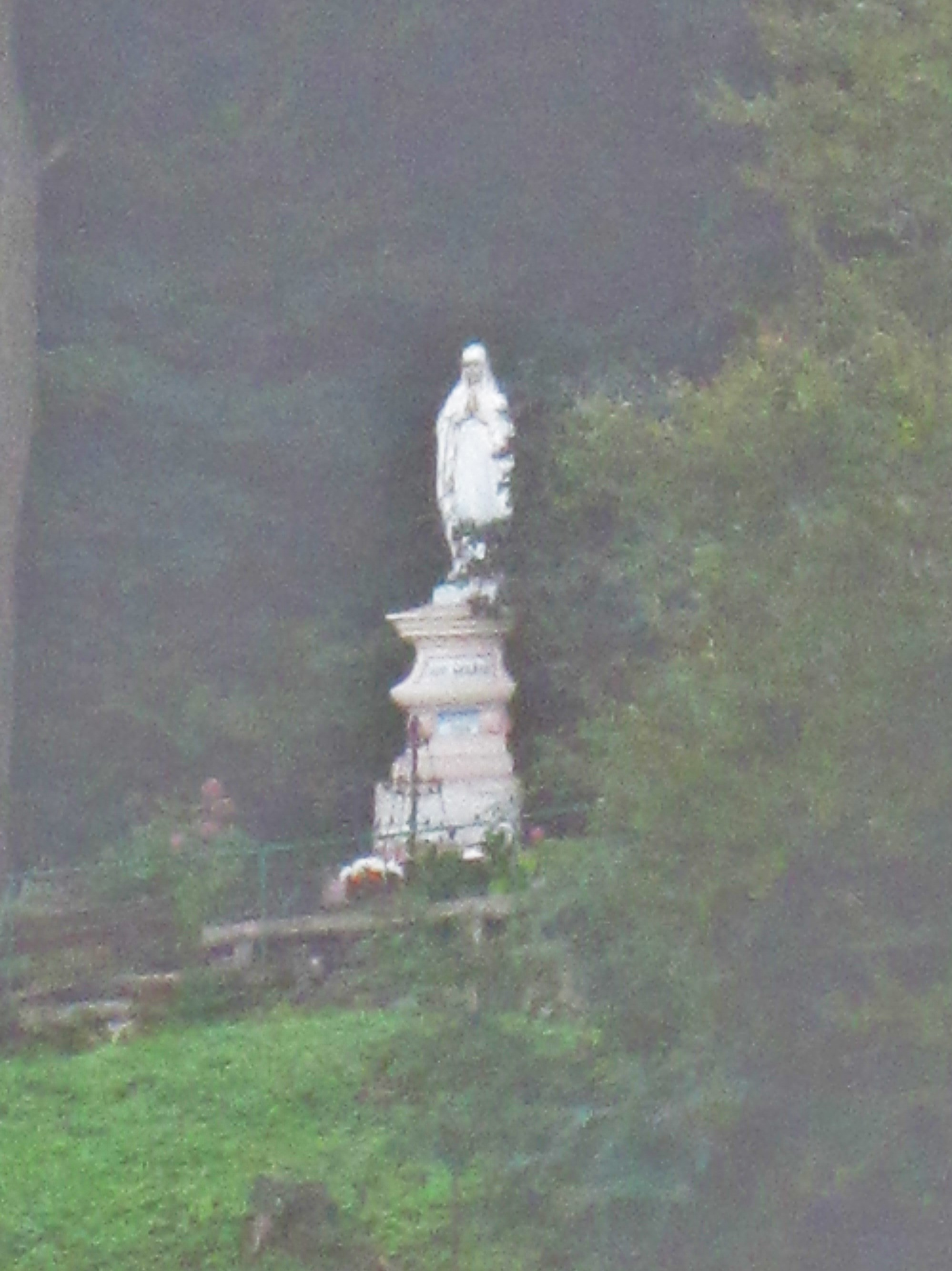
Statue de la Vierge.
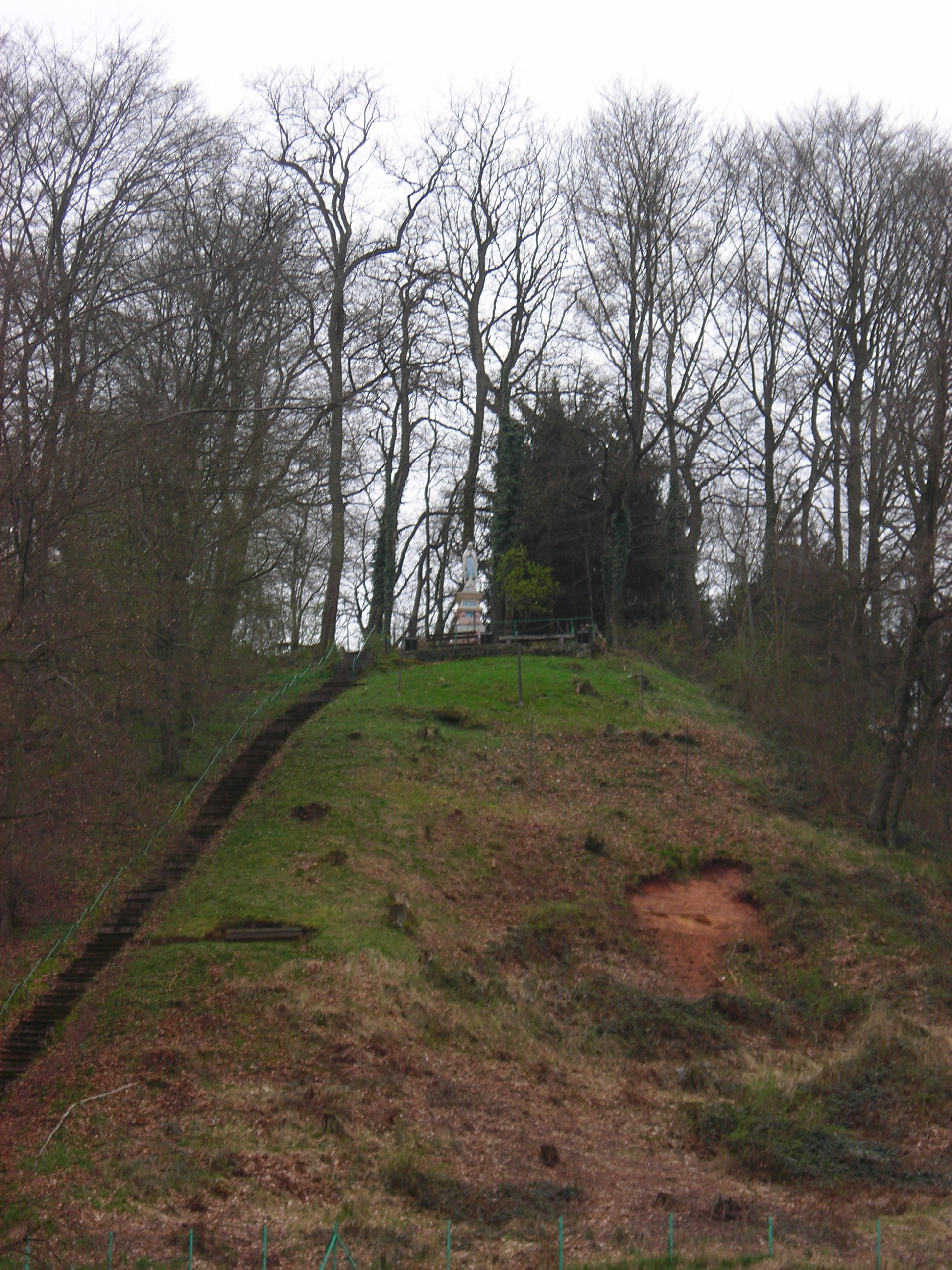
La statue de la Madone du Geisberg.
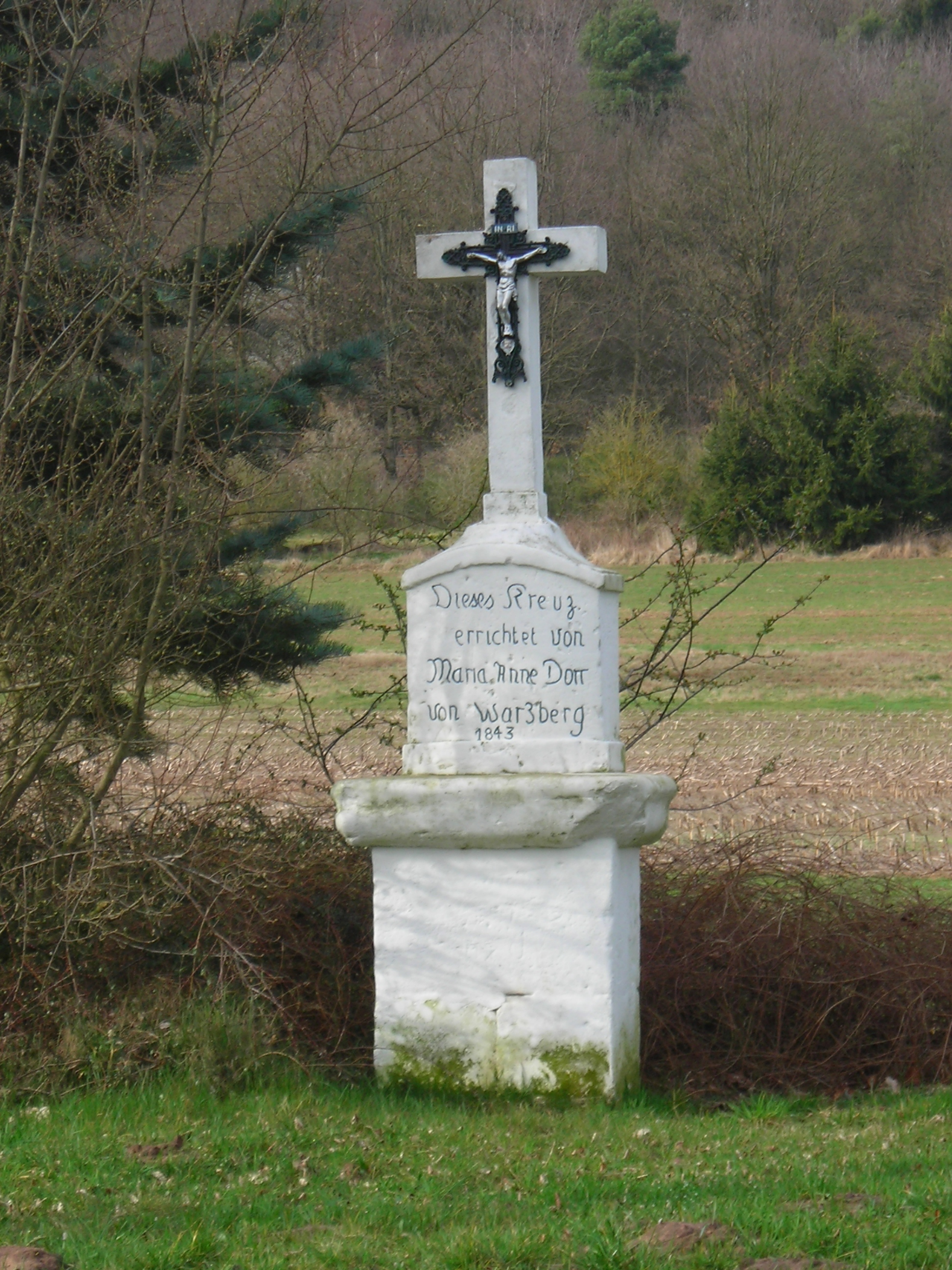
Un calvaire situé à la sortie du village, sur le chemin vers Guerting.
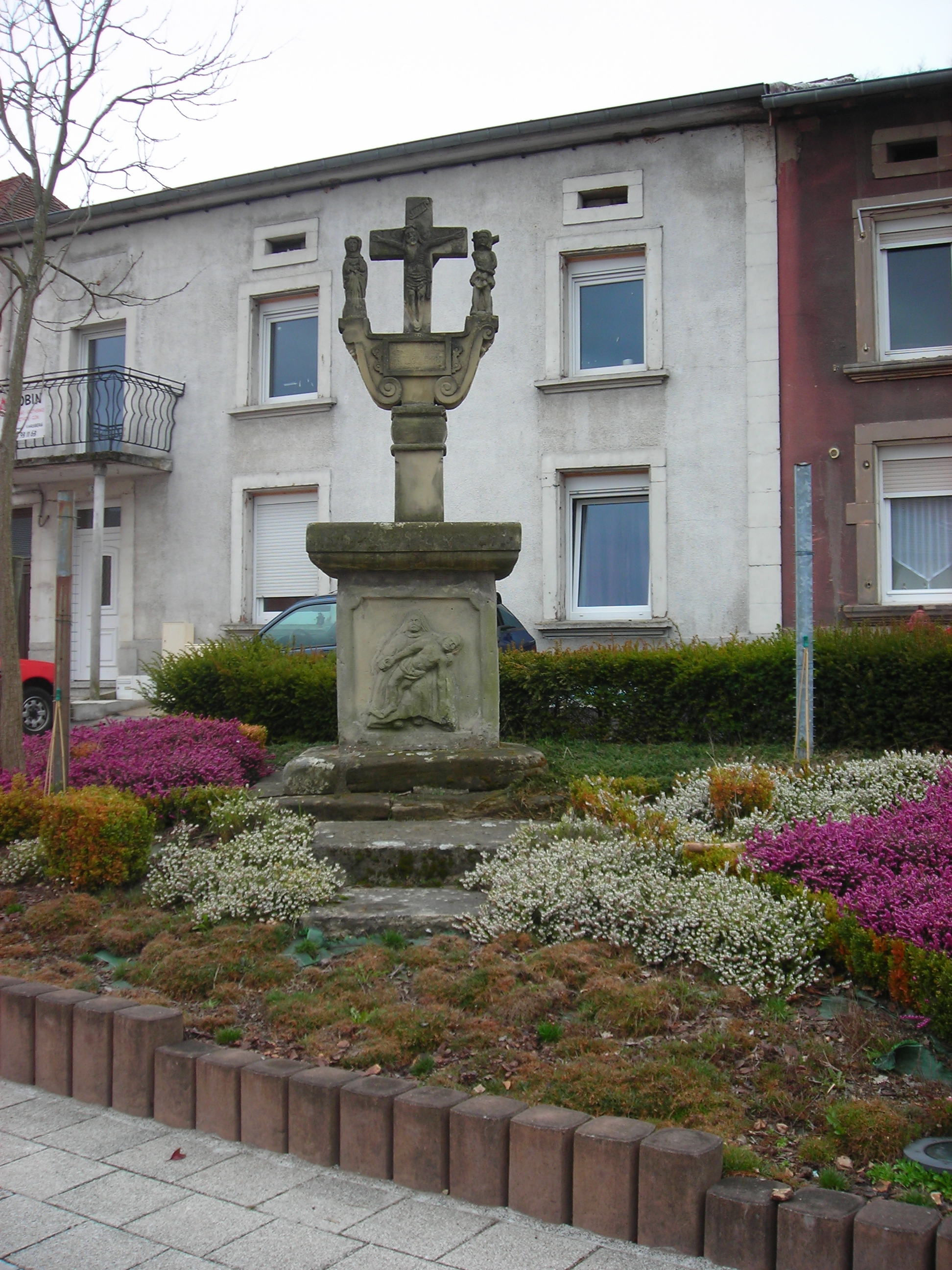
Un calvaire élevé en 1631 pour repousser la peste.
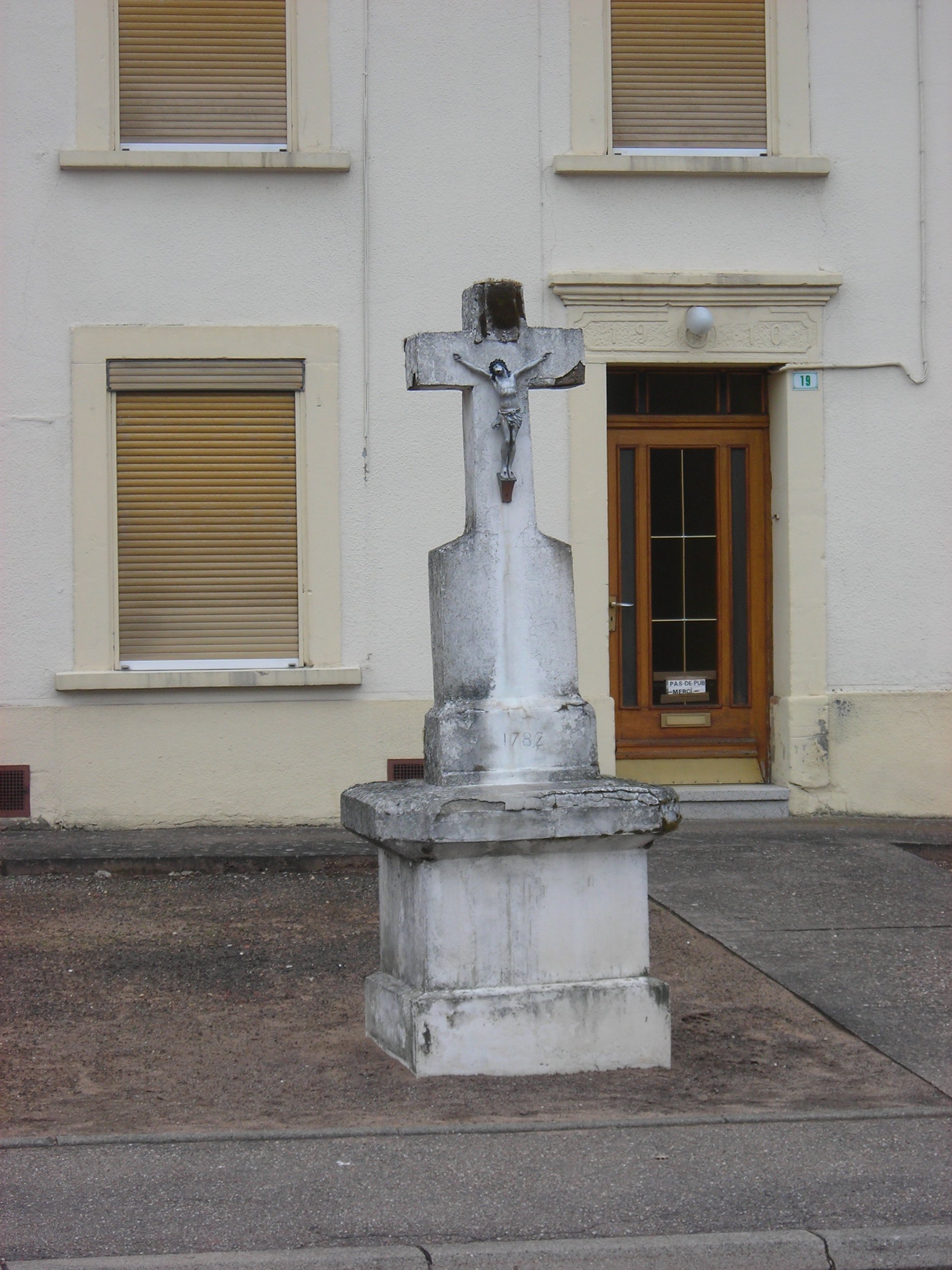
Une croix de chemin.

### Personnalités liées à la commune
- Konrad Kachelofen (c. 1450 - 1529), un des premiers imprimeurs du temps des incunables, né à Varsberg vers 1450[27]

### Héraldique
| Blason de Varsberg | Blason  | De sable au lion d'argent, armé, lampassé et couronné d'or. |
| Blason de Varsberg | Détails | Le statut officiel du blason reste à déterminer.            |